# Gare de Tende
La gare de Tende est une gare ferroviaire française de la ligne de Coni à Vintimille, située sur le territoire de la commune de Tende, dans le département des Alpes-Maritimes en région Provence-Alpes-Côte d'Azur.
C'est une gare de la Société nationale des chemins de fer français (SNCF), desservie par des trains TER Provence-Alpes-Côte d'Azur et des trains italiens.

## Situation ferroviaire
Établie à 823 mètres d'altitude, la gare de Tende est située au point kilométrique (PK) 50,442 de la ligne de Coni à Vintimille, entre les gares de Vievola et de La Brigue.
Cette gare comporte un évitement qui permet le croisement des trains sur la voie unique ainsi qu'une voie de service.

## Histoire
Cette gare a été inaugurée le 30 octobre 1928 en présence du ministre français de l'économie M. André Tardieu et par le ministre italien de l'économie nationale M. Giurati. C'était alors une gare italienne.
Dès le 25 juin 1930, la traction électrique faisait son apparition en gare de Tende lors de la mise en service de l'électrification de la section de Coni à Saint-Dalmas-de-Tende en courant triphasé 3 600 vots - 16,66 Hz.
Les destructions effectuées sur la ligne en avril 1945 par les troupes allemandes lors de leur repli vers les territoires italiens du nord entraînèrent la fermeture de la gare. 
Le 16 septembre 1947, la gare devint française à la suite du rattachement de la ville de Tende à la France. À la même époque, les liaisons entre Tende et l'Italie étaient de nouveau possibles mais limitées au trafic des marchandises. Il a fallu attendre la remise en service complète de la ligne, le 30 septembre 1979 pour que la gare soit rouverte (inauguration le 6 octobre 1979).
La gare a été Labellisée Architecture contemporaine remarquable.

## Fréquentation
De 2015 à 2023, selon les estimations de la SNCF, la fréquentation annuelle de la gare s'élève aux nombres indiqués dans le tableau ci-dessous.
| Année     | 2015   | 2016   | 2017   | 2018   | 2019   | 2020   | 2021  | 2022   | 2023   |
| --------- | ------ | ------ | ------ | ------ | ------ | ------ | ----- | ------ | ------ |
| Voyageurs | 24 345 | 26 822 | 26 052 | 18 199 | 22 922 | 11 920 | 9 070 | 22 780 | 29 942 |

## Service des voyageurs

### Accueil
Gare SNCF, elle dispose d'un bâtiment voyageurs, avec guichet, ouvert tous les jours sauf le week-end. 

### Desserte
Tende est desservie par des trains TER PACA qui effectuent des relations entre les gares de Nice-Ville et de Tende, ces trains sont tous terminus à Tende. Elle est également desservie par des trains italiens qui circulent entre Vintimille et Coni.

### Intermodalité
Un parking pour les véhicules est aménagé.
L'arrêt du bus régional Tende/Menton se trouve sur le parking de la gare.